# كولومبيا (مكوك فضاء)

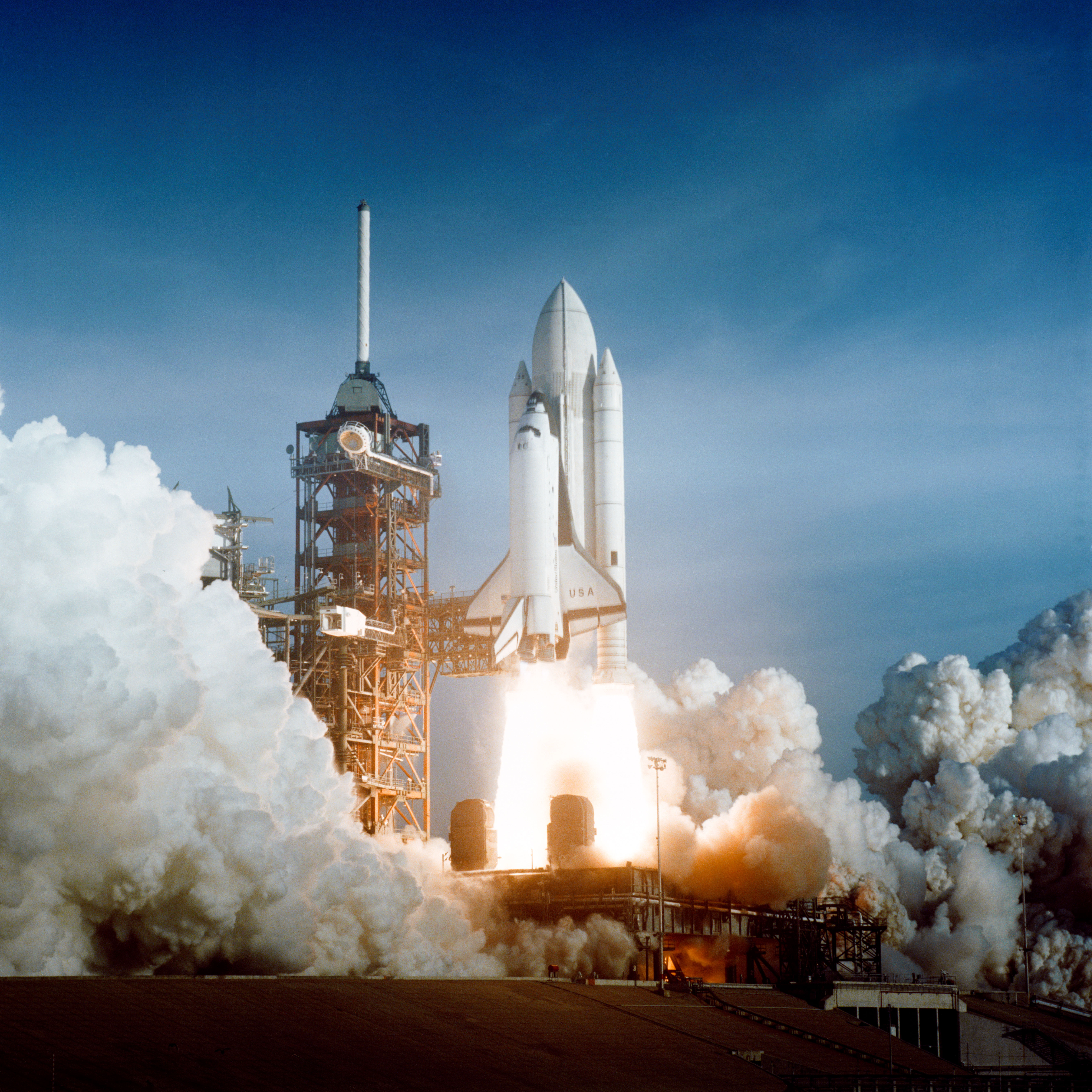
مكوك الفضاء كولومبيا في الرحلة STS-1 عام 1981

 كولومبيا (بالإنجليزية: Columbia)‏ مكوك فضاء تحطم فوق وسط ولاية تكساس أثناء عودته من رحلة في الفضاء الخارجي 1 فبراير 2003 التي استغرقت 16 يوماً، وقتل جميع أفراد طاقمه السبعة.

## نبذة تاريخية
بدأت منشأة التجميع الأساسية في بالمديل كاليفورنيا في ضواحي لوس أنجلوس، والتابعة لروكويل الدولية (سابقًا نورث أمريكان أفياشن/ نورث أمريكان روكويل) بناء المكوك كولومبيا عام 1975. سُمّي المكوك بهذا الاسم بعد استكشاف سفينة كولومبيا ريديفيفا بقيادة الكابتن روبرت غراي شمال غرب المحيط الهادي في الولايات المتحدة الأمريكية بين عامي 1787 و1793، وعُدّت السفينة الأمريكية الأولى التي تبحر حول العالم. سُمّيت أيضًا بعد أن أصبحت وحدة القيادة في رحلة أبولو11، المركبة المأهولة الأولى التي تهبط على جسم سماوي آخر لأول مرة. تعتبر كولومبيا أيضًا الرمز الأنثوي للولايات المتحدة الأمريكية. وصلت المركبة الفضائية بعد الانتهاء من بنائها إلى مركز كينيدي للفضاء في 25 آذار 1979، لتجهيزها للإطلاق الأول. خُطط في الأساس إطلاق كولومبيا في نهاية عام 1979، لكن أُجّل هذا الموعد بسبب مشاكل في كلّ من محرك آر إس-25، ونظام الحماية الحراري (تي بّي إس). في 19 آذار 1981، وأثناء التحضيرات للاختبار الأرضي، اختنق العمال أثناء عملهم في المقصورة الخلفية لمحرك التطهير من النتروجين، ما أدى لوفاة شخصين أو ثلاثة (حسب تقارير مختلفة).
كان جون يونغ القائد لرحلة كولومبيا الأولى (إس تي إس-1)، وهو رائد الفضاء المخضرم من برنامج أبولو وجمناي، وكان الشخص التاسع الذي مشى على القمر عام 1972، وكان القائد حينها رائد الفضاء المبتدأ روبرت كريبن الذي اختير في الأصل للطيران على متن المختبر المداري العسكري المأهول (إم أو إل)، لكن نُقل إلى ناسا بعد إلغاء هذه المهمة، وعمل بصفة عضو مساعد في طاقم مهمتي سكاي لاب وأبولو-سويوز.
بقي كولومبيا في منشأة معالجة المركبة المدارية (أو بّي إف) مدة 610 أيّام، بالإضافة إلى خمسة وثلاثين يومًا في بناء تجميع المركبات (في إيه بّي)، و105 أيام على المنصة 39إيه قبل عملية الإطلاق النهائية. انطلق كولومبيا بنجاح في 12 أبريل عام 1981، في الذكرى السنوية العشرين لأول مركبة فضائية بشرية (فوستوك1)، وعاد في 14 أبريل 1981، بعد أن دار حول الأرض لمدة ست وثلاثين ساعة، إذ هبط على مدرج قاع بحيرة جافة في قاعدة إدواردز الجوية في كاليفورنيا. قام كولومبيا بثلاث مهمات بحثية أخرى لاختبار خصائصه التقنية وأدائه. كانت المهمة إس تي إس-5 مهمته التشغيلية الأولى مع طاقم مؤلف من أربعة أفراد، وقد انطلقت في 11 نوفمبر عام 1982. انضم المكوك تشالنجر إلى كولومبيا في هذه النقطة، إذ حلّق لثلاث مهمات متتالية، بينما كان كولومبيا يخضع لتعديلات بخصوص مهمته الأولى بمثابة مختبر فضائي.
قام المكوك كولومبيا بمهمته التشغيلية الثانية (إس تي إس-9) في العام 1983 بقيادة جون يونغ، وقد شكّلت هذه الرحلة سادس رحلة يقوم بها، ونُقل على متن هذه الرحلة مختبر العلوم سبيس لاب بالإضافة إلى طاقم مؤلف من ستة أفراد، وكانت المرة الأولى التي يحمل فيها رائد فضاء جنسية غير أمريكية، وهو أولف ميربولد. أمضى مكوك كولومبيا بعد الرحلة ثمانية عشر شهرًا في منشأة روكويل في بالمديل منذ بداية يناير 1984، وخضع لتعديلات تضمنت إزالة أجهزة اختبار الطيران للمركبة المدارية، والوصول بها إلى مواصفات مشابهة للمركبات المدارية الشقيقة لها. وُسّع أسطول المكوكات الفضائية في ذلك الوقت ليضم ديسكفري وأتلانتيس.
أُعيد إطلاق كولومبيا إلى الفضاء في المهمة إس تي إس-61-سي في 12 يناير عام 1986. تضمن طاقم المهمة الدكتور فرانكلين تشانغ دياز، بالإضافة إلى بيل نيلسون، الفرد الأول من مجلس النواب الأمريكي الذي يغامر في الفضاء.

## أسباب التحطم

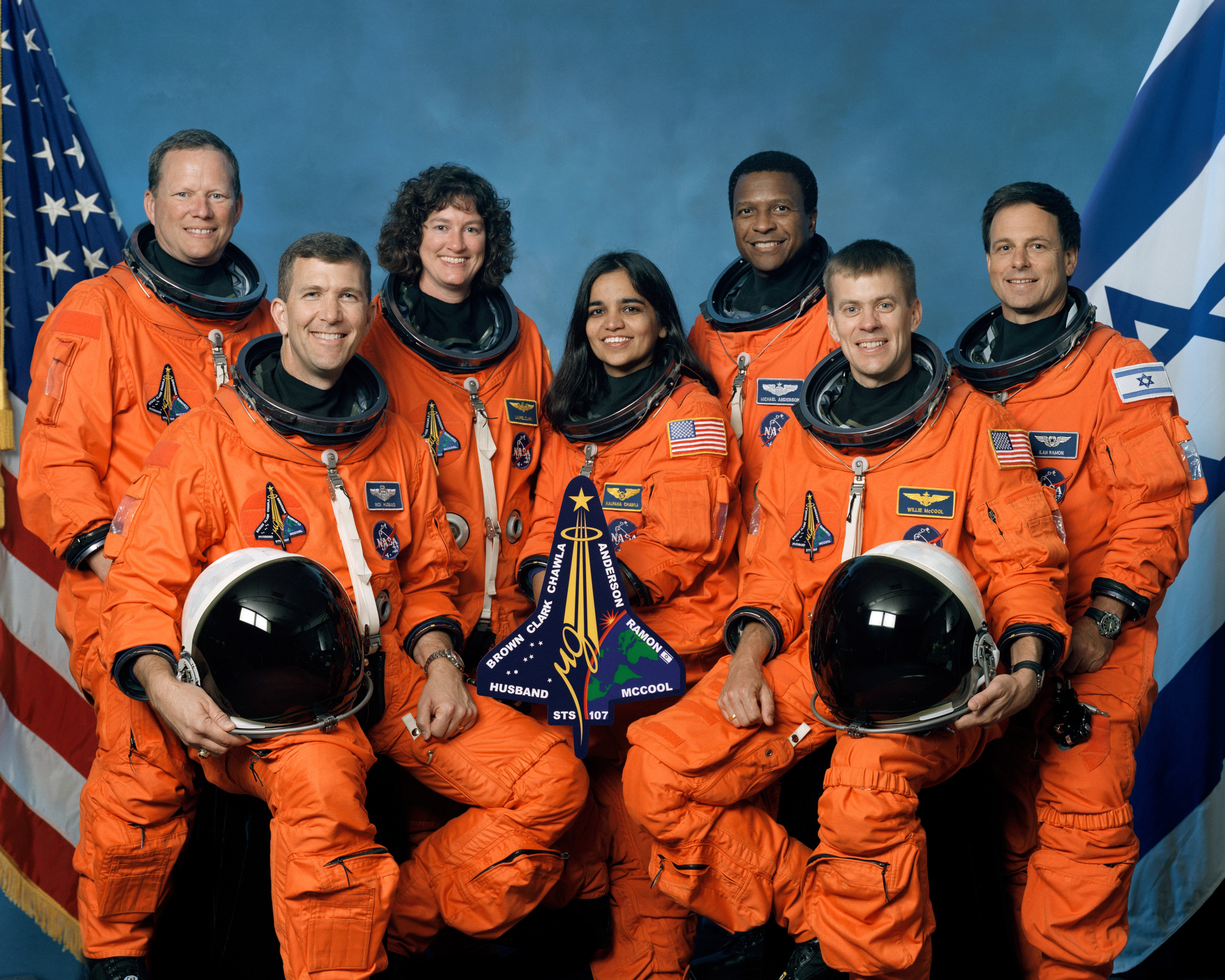
رواد الفضاء السبعة الذين كانوا على متنه

أرجع الخبراء أسباب التحطم إلى خلل في العازل الحراري الذي يقي المكوك عند الرجوع إلى الأرض من درجات الحرارة العالية. وقد أُتلِفَّ جزء من هذا العازل (الجزء السفلي الأسود للمكوك) عن طريق ارتطام قطع من الفوم من محطة الإطلاق بأحد أجنحة المكوك عند الإقلاع. وبعد تجارب عديدة خلص الخبراء إلى أنه رغم أنه من الصعب أن تتلف قطع من الفوم جناح المكوك إلا أنه يمكنها ذلك إذا ارتطمت بالجناح بزاوية وسرعة معينة وقاموا بإعادة السناريو في المختبر. وعند رحلة الرجوع إلى الأرض تسربت غازات ساخنة عبر العازل الحراري التالف وسلكت طريقها عبر المكوك وأدت في الأخير إلى تفجيره.

## بعض التجارب العلمية التي كانت مبرمجة في رحلة كولومبيا الأخيرة
- تجربة للاتصال عبر الإنترنت عن طريق الـ ip وقد حمل لهذا الغرض حاسوب ذو معالج 233 MHZ وذاكرة رام 128 MB مع نظام تشغيل ريد هات لينكس وحيث قاموا بالتواصل عن طريقه مع مركز المراقبة في قودارد في العاصمة واشنطن.
- برنامج بحث ألماني حول تأثير انعدام الجاذبية على الحيوانات. وقد شحن لهذا الغرض فئران ونمل وعناكب بالإضافة إلى سمك على ظهر كولومبيا.
- تجربة عن سلوك الغازات في ظل انعدام الجاذبية بالإضافة إلى دراسة طريقة اشتعال في ظل انعدام الجاذبية.
- تجربة نظام إخماد حرائق جديد.
- دراسة تأثير انعدام الجاذبية على الجسيمات.

## آخر رحلة
تم الإطلاق الساعة 10.39 صباحا بتوقيت شرق الولايات المتحدة / 15.39 بتوقيت جرينتش/ في مركز كينيدى الفضائي في فلوريدا تحت إجراءات أمنية مشددة غير مسبوقة نظراً لوصول حوالى 300 إسرائيلي لمشاهدة انطلاق ايلان رامون أول إسرائيلي يصعد إلى الفضاء.
يذكر أن الكولونيل رامون 48 عاما هو مهندس إلكترونيات وكمبيوتر وطيار مقاتل سابق بالسلاح الجوى الإسرائيلي، وقد تم اختياره وبدأ التدريب في مركز جونسون الفضائى في هيوستن التابع لوكالة الفضاء الأمريكية ناسا عام 1998 كأخصائي حمولات.
وكان من المقرر أن ينطلق إلى الفضاء في يوليو عام 2001، إلا أن مجموعة من المشكلات الفنية وأخرى خاصة بالتوقيت ارجأت مهمته.